# Pirata mossambicus
Pirata mossambicus este o specie de păianjeni din genul Pirata, familia Lycosidae. A fost descrisă pentru prima dată de Roewer, 1960.
Este endemică în Mozambic. Conform Catalogue of Life specia Pirata mossambicus nu are subspecii cunoscute.